# كازو ناكانيشي
كازو ناكانيشي (باليابانية: 中西一男) هو Q46961 ياباني، ولد في 25 أكتوبر 1922، وتوفي في 1 سبتمبر 2003.